# Johann Friedrich Osiander

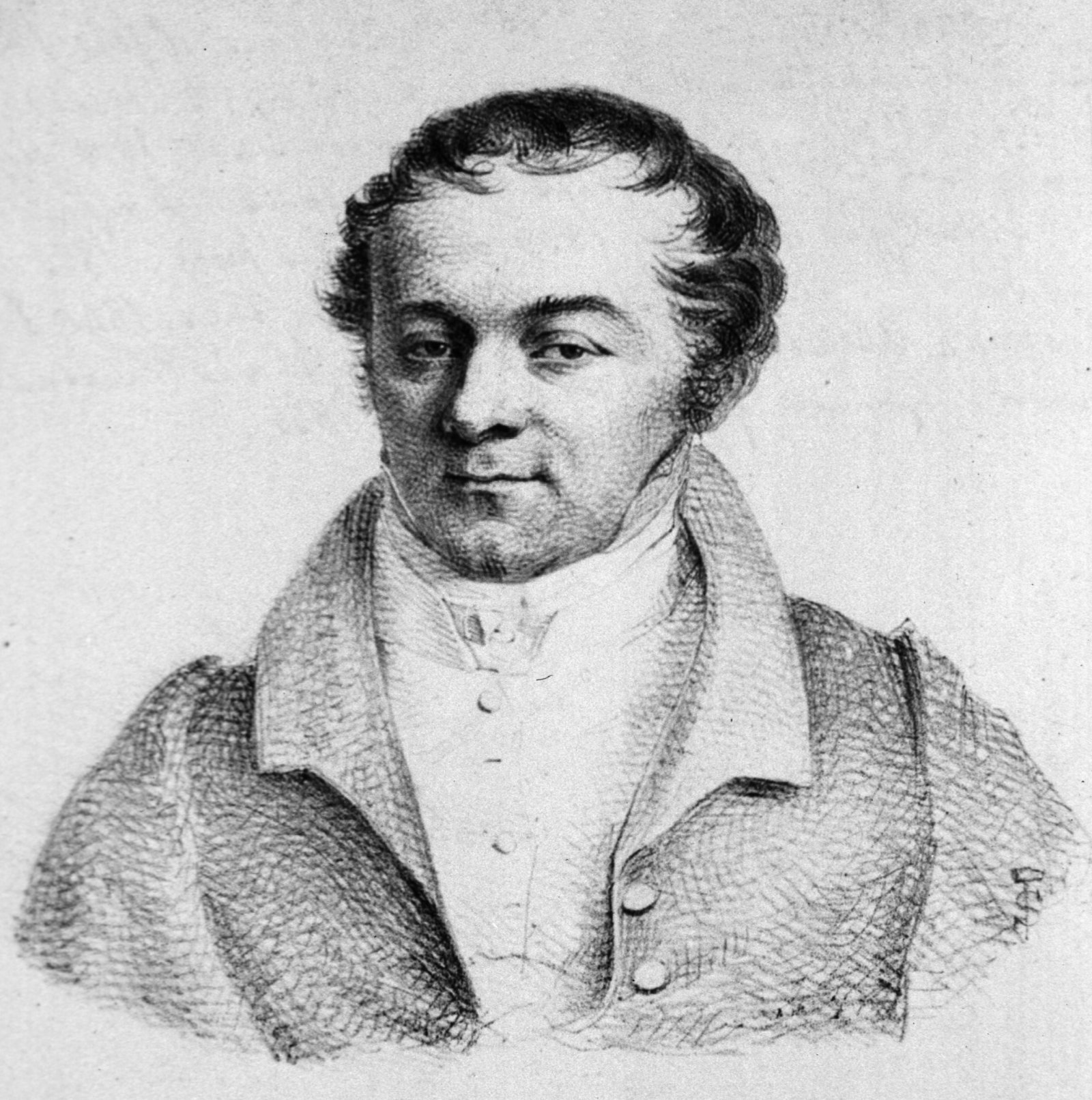
Johann Friedrich Osiander

Johann Friedrich Osiander (* 2. Februar 1787 in Kirchheim unter Teck; † 10. Februar 1855 in Göttingen) war ein deutscher Gynäkologe und Urologe.

## Leben
Der Sohn des Friedrich Benjamin Osiander besuchte die Schulen in Göttingen und durchlief ab 1804 die Universität Göttingen. Dort promovierte er 1808 zum Doktor der Medizin, unternahm im selben Jahr eine Bildungsreise, die ihn an die Universität Tübingen und an die Universität Paris führte. Dabei lernte er Jean-Louis Baudelocque (1745–1810) und dessen Arbeitsweise kennen. 1810 kehrte er nach Göttingen zurück, beschäftigte sich mit Urologie und wurde Assessor der Akademie der Wissenschaften zu Göttingen.
Dabei entwickelte er unter Johann Friedrich Blumenbach eine besondere Vorliebe für Naturgeschichte sowie vergleichende Anatomie und wurde Mitarbeiter am naturhistorischen Kabinett. 1811 wurde er Privatdozent an der Göttinger Hochschule und war als praktischer Arzt und Geburtshelfer tätig. Am 24. November 1815 wurde er zum außerordentlichen Professor der Medizin in Göttingen berufen. 1817 reiste er zu Johann Lukas Boër (1751–1835) nach Wien, war 1817 in Berlin, Jena und Halle (Saale) und wurde 1822 Vertreter seines Vaters in Göttingen als obligatorischer Leiter der Göttinger Entbindungsanstalt.
Nach dem Tod seines Vaters gab jedoch die Regierung Ludwig Julius Caspar Mende den Vorzug als Leiter der Göttinger Entbindungsanstalt. Nach dessen Tod wurde Osiander ordentlicher Professor der Medizin und übernahm später die zoologische und ethnographische Abteilung des Akademischen Museums. Als solcher wurde er fürstlich Waldeckischer Hofrat. Auch war er Mitglied mehrerer wissenschaftlicher Gesellschaften und Mitbegründer der Wiener Ärztevereinigung. Er verstarb im Alter von 68 Jahren in Göttingen.

## Schriften (Auswahl)
- Commentatio anatomico-physiologica, qua edisseretur uterum nervos habere. Göttingen 1808
- Diss. inaug. Medica de fluxu mestruo atque uteri prolapsu icone et observationibus illustrata. Göttingen 1808
- Bemerkungen über die französische Geburtshülfe, nebst einer ausführlichen Beschreibung der Maternite in Paris. Hannover 1813
- Progr. (editionale) quo in docenta et discenta medicina atque arte obstetricia methodum activam potiorem, in facienda exspectationem saepe non alienam esse ostendit, et observationes quasdam de Pupillis mannuarum numero et structura varis communicat. Göttingen 1817
- Nachrichten von Wien über Gegenstände der Medicin, Chirurgie und Geburtshülfe. Tübingen 1817
- Die Ursachen und Hülfsaneigen der unregelmäßigen und schweren Geburten... Tübingen 1833
- Zur Praxis der Geburtshülfe. Beobachtungen und Bemerkungen aus der academischen Entbindungsanstalt zu Göttingen während der beiden Jahre 1822 und 1832. Hannover 1837
- Volksarzneymittel und einfache, nicht pharmaceutische Heilmittel gegen Krankheiten des Menschen. Ein Haus und Familienbuch für die gebildeten Stände. C. F. Osiander, Tübingen 1826; 3. Auflage ebenda 1838 Digitalisierte Ausgabe der Universitäts- und Landesbibliothek Düsseldorf; 6. Auflage Carl Meyer, Hannover 1865; 8. Auflage (unveränderter Neudruck der Ausgabe von 1877; Vorwort und Anleitung von Dr. Alfred Pfleiderer) Krüger & Co., Leipzig 1939
- Hebammenbuch oder Anleitung zur Geburtshilfe für Hebammen. Nebst Belehrung über die Krankheiten der Frauen und Kinder […]. Tübingen 1839.